# وگا دو تیردس
وگا دو تیردس (به اسپانیایی: Vega de Tirados) یک شهرستان در اسپانیا است که در سالامانکا واقع شده‌است.

## خصوصیات
وگا دو تیردس ۲۸ کیلومترمربع مساحت و ۲۴۷ نفر جمعیت دارد.